# Anaphela stellata
Anaphela stellata är en fjärilsart som beskrevs av Guérin-meneville 1844. Anaphela stellata ingår i släktet Anaphela och familjen björnspinnare. Inga underarter finns listade i Catalogue of Life.